# Svetozar Gligorić
Svetozar Gligorić (srbsko Светозар Глигорић), srbski šahovski velemojster, novinar in šahovski teoretik, * 2. februar 1923, Beograd, † 14. avgust 2012.
Gligorić je osvojil titulo šahovskega mojstra leta 1939. Dvakrat je sodeloval na turnirju kandidatov za svetovnega prvaka (Švica 1953, Jugoslavija 1959). Večkrat je osvojil naslov jugoslovanskega državnega prvaka in zmagoval na mnogih mednarodnih turnirjih.